# Paris qui dort
Paris qui dort er en fransk stumfilm fra 1924 af René Clair.

## Medvirkende
- Henri Rollan som Albert
- Charles Martinelli
- Louis Pré Fils
- Albert Préjean
- Madeleine Rodrigue som Hesta
- Myla Seller
- Antoine Stacquet
- Marcel Vallée